# Randi Marainen
Randi Marainen, född Eriksen 12 april 1953 i Børselv i Porsanger kommun i Finnmarks fylke i Norge, är en norsk-svensk-samisk silversmed och konstnär.

## Biografi
Randi Marainen växte upp i en sjösamisk familj vid norska Atlantkusten och utbildade sig till silversmed för den tyske guld- och silversmeden Gispert Dunker i Kautokeino, i traditionell duodji/sameslöjd på Samernas folkhögskola  i Jokkmokk, samt i pedagogik på högskola. Hon har under några år arbetat på Sameslöjdstiftelsen Sámi Duodji i Jokkmokk med forskning om och utveckling av sameslöjd. Hon bor och arbetar i Nedre Soppero/Vuolle-Sohppar i Kiruna kommun och är gift med slöjdaren och författaren Thomas Marainen och mor till sångaren Simon Marainen.
Randi Marainen fick Samislöjdstiftelsen Sámi Duodjis Asa Kitok-stipendiet 2010. Hon fick samma år Norrbottens läns landstings Rubius arcticusstipendium. 
| ”                                                                            | Naturens majestät såsom vatten som frusit till is, porlande bäckar, gnistrande snöflingor, fjäll, hav och sjösamiskt inslag ger hennes silver ”duodji” ett nytänkande. Hon ger det en ny dimension, töjer på gränserna genom sökande av nya former och uttryckssätt med inslag av plexiglas, masur, horn och ben. I hennes silverarbeten speglas det frusna och porlande vattnets speglingar som andas andlighet. Årstidernas växlingar träder fram med karghet och exakt precision samt med mytologiskt poetisk eftertänksamhet. | „ |
| – Norrbottens läns landstings motivering till Rubus arcticus-stipendiet 2010 | |   |

## Offentliga verk
- En resa genom de nordliga områdena, fyra verk i trappräckena i stora hallen i byggnaden Diehtosiida i Kautokeino av Per Isak Juuso, Randi Marainen, Lena Ylipää och Roland Jonsson, 2009
- Mobil dopfunt för Svenska Kyrkan, tillsammans med Britta Marakatt-Labba, 2010[6]